# Whatever It Takes (Imagine Dragons)
Whatever It Takes is een nummer van de Amerikaanse indierockband Imagine Dragons uit 2017. Het is de derde single van hun derde studioalbum Evolve.

## Achtergrond
Het nummer gaat over de beste zijn in wat je doet. De boodschap van het nummer is dat er veel valkuilen zijn waar je op moet letten en dat er altijd wel iemand is die jou neer wil halen, maar die dingen kunnen ervoor zorgen dat je juist nóg vastberadener bent om je doel te behalen.
Tijdens de Olympische Winterspelen in Pyeongchang werd dit nummer gebruikt door de NOS gebruikt als achtergrondmuziek voor de dag samenvattingen bij NOS Studio Sportwinter.

## Hitlijsten
"Whatever It Takes" haalde in veel landen de hitlijsten. In de Amerikaanse Billboard Hot 100 flopte het met een 92e positie. In een aantal Europese landen, waaronder het Nederlandse en Duitse taalgebied, werd het nummer een hit. In de Nederlandse Top 40 haalde het de 11e positie, en in de Vlaamse Ultratop 50 kwam het terecht op plek 9. In 2018 steeg hij in de NPO Radio 2-eindejaarslijst 1619 plaatsen van 1979 naar 360.

### Nederlandse Top 40
| Hitnotering: 21-10-2017 t/m 03-03-2018 | Hitnotering: 21-10-2017 t/m 03-03-2018 | Hitnotering: 21-10-2017 t/m 03-03-2018 | Hitnotering: 21-10-2017 t/m 03-03-2018 | Hitnotering: 21-10-2017 t/m 03-03-2018 | Hitnotering: 21-10-2017 t/m 03-03-2018 | Hitnotering: 21-10-2017 t/m 03-03-2018 | Hitnotering: 21-10-2017 t/m 03-03-2018 | Hitnotering: 21-10-2017 t/m 03-03-2018 | Hitnotering: 21-10-2017 t/m 03-03-2018 | Hitnotering: 21-10-2017 t/m 03-03-2018 | Hitnotering: 21-10-2017 t/m 03-03-2018 | Hitnotering: 21-10-2017 t/m 03-03-2018 | Hitnotering: 21-10-2017 t/m 03-03-2018 | Hitnotering: 21-10-2017 t/m 03-03-2018 | Hitnotering: 21-10-2017 t/m 03-03-2018 | Hitnotering: 21-10-2017 t/m 03-03-2018 | Hitnotering: 21-10-2017 t/m 03-03-2018 | Hitnotering: 21-10-2017 t/m 03-03-2018 | Hitnotering: 21-10-2017 t/m 03-03-2018 | Hitnotering: 21-10-2017 t/m 03-03-2018 | Hitnotering: 21-10-2017 t/m 03-03-2018 |
| Week:                                  | 1                                      | 2                                      | 3                                      | 4                                      | 5                                      | 6                                      | 7                                      | 8                                      | 9                                      | 10                                     | 11                                     | 12                                     | 13                                     | 14                                     | 15                                     | 16                                     | 17                                     | 18                                     | 19                                     | 20                                     |                                        |
| -------------------------------------- | -------------------------------------- | -------------------------------------- | -------------------------------------- | -------------------------------------- | -------------------------------------- | -------------------------------------- | -------------------------------------- | -------------------------------------- | -------------------------------------- | -------------------------------------- | -------------------------------------- | -------------------------------------- | -------------------------------------- | -------------------------------------- | -------------------------------------- | -------------------------------------- | -------------------------------------- | -------------------------------------- | -------------------------------------- | -------------------------------------- | -------------------------------------- |
| Positie:                               | 34                                     | 25                                     | 21                                     | 19                                     | 17                                     | 15                                     | 11                                     | 11                                     | 13                                     | 14                                     | 15                                     | 18                                     | 19                                     | 19                                     | 20                                     | 21                                     | 25                                     | 31                                     | 35                                     | 39                                     | uit                                    |

### NederlandseSingle Top 100
| Hitnotering (week 1): 01-07-2017 Hitnotering (week 2 t/m 23): 04-11-2017 t/m 31-03-2018 | Hitnotering (week 1): 01-07-2017 Hitnotering (week 2 t/m 23): 04-11-2017 t/m 31-03-2018 | Hitnotering (week 1): 01-07-2017 Hitnotering (week 2 t/m 23): 04-11-2017 t/m 31-03-2018 | Hitnotering (week 1): 01-07-2017 Hitnotering (week 2 t/m 23): 04-11-2017 t/m 31-03-2018 | Hitnotering (week 1): 01-07-2017 Hitnotering (week 2 t/m 23): 04-11-2017 t/m 31-03-2018 | Hitnotering (week 1): 01-07-2017 Hitnotering (week 2 t/m 23): 04-11-2017 t/m 31-03-2018 | Hitnotering (week 1): 01-07-2017 Hitnotering (week 2 t/m 23): 04-11-2017 t/m 31-03-2018 | Hitnotering (week 1): 01-07-2017 Hitnotering (week 2 t/m 23): 04-11-2017 t/m 31-03-2018 | Hitnotering (week 1): 01-07-2017 Hitnotering (week 2 t/m 23): 04-11-2017 t/m 31-03-2018 | Hitnotering (week 1): 01-07-2017 Hitnotering (week 2 t/m 23): 04-11-2017 t/m 31-03-2018 | Hitnotering (week 1): 01-07-2017 Hitnotering (week 2 t/m 23): 04-11-2017 t/m 31-03-2018 | Hitnotering (week 1): 01-07-2017 Hitnotering (week 2 t/m 23): 04-11-2017 t/m 31-03-2018 | Hitnotering (week 1): 01-07-2017 Hitnotering (week 2 t/m 23): 04-11-2017 t/m 31-03-2018 | Hitnotering (week 1): 01-07-2017 Hitnotering (week 2 t/m 23): 04-11-2017 t/m 31-03-2018 | Hitnotering (week 1): 01-07-2017 Hitnotering (week 2 t/m 23): 04-11-2017 t/m 31-03-2018 | Hitnotering (week 1): 01-07-2017 Hitnotering (week 2 t/m 23): 04-11-2017 t/m 31-03-2018 | Hitnotering (week 1): 01-07-2017 Hitnotering (week 2 t/m 23): 04-11-2017 t/m 31-03-2018 | Hitnotering (week 1): 01-07-2017 Hitnotering (week 2 t/m 23): 04-11-2017 t/m 31-03-2018 | Hitnotering (week 1): 01-07-2017 Hitnotering (week 2 t/m 23): 04-11-2017 t/m 31-03-2018 | Hitnotering (week 1): 01-07-2017 Hitnotering (week 2 t/m 23): 04-11-2017 t/m 31-03-2018 | Hitnotering (week 1): 01-07-2017 Hitnotering (week 2 t/m 23): 04-11-2017 t/m 31-03-2018 | Hitnotering (week 1): 01-07-2017 Hitnotering (week 2 t/m 23): 04-11-2017 t/m 31-03-2018 | Hitnotering (week 1): 01-07-2017 Hitnotering (week 2 t/m 23): 04-11-2017 t/m 31-03-2018 | Hitnotering (week 1): 01-07-2017 Hitnotering (week 2 t/m 23): 04-11-2017 t/m 31-03-2018 | Hitnotering (week 1): 01-07-2017 Hitnotering (week 2 t/m 23): 04-11-2017 t/m 31-03-2018 | Hitnotering (week 1): 01-07-2017 Hitnotering (week 2 t/m 23): 04-11-2017 t/m 31-03-2018 |
| Week:                                                                                   | 1                                                                                       |                                                                                         | 2                                                                                       | 3                                                                                       | 4                                                                                       | 5                                                                                       | 6                                                                                       | 7                                                                                       | 8                                                                                       | 9                                                                                       | 10                                                                                      | 11                                                                                      | 12                                                                                      | 13                                                                                      | 14                                                                                      | 15                                                                                      | 16                                                                                      | 17                                                                                      | 18                                                                                      | 19                                                                                      | 20                                                                                      | 21                                                                                      | 22                                                                                      | 23                                                                                      |                                                                                         |
| --------------------------------------------------------------------------------------- | --------------------------------------------------------------------------------------- | --------------------------------------------------------------------------------------- | --------------------------------------------------------------------------------------- | --------------------------------------------------------------------------------------- | --------------------------------------------------------------------------------------- | --------------------------------------------------------------------------------------- | --------------------------------------------------------------------------------------- | --------------------------------------------------------------------------------------- | --------------------------------------------------------------------------------------- | --------------------------------------------------------------------------------------- | --------------------------------------------------------------------------------------- | --------------------------------------------------------------------------------------- | --------------------------------------------------------------------------------------- | --------------------------------------------------------------------------------------- | --------------------------------------------------------------------------------------- | --------------------------------------------------------------------------------------- | --------------------------------------------------------------------------------------- | --------------------------------------------------------------------------------------- | --------------------------------------------------------------------------------------- | --------------------------------------------------------------------------------------- | --------------------------------------------------------------------------------------- | --------------------------------------------------------------------------------------- | --------------------------------------------------------------------------------------- | --------------------------------------------------------------------------------------- | --------------------------------------------------------------------------------------- |
| Positie:                                                                                | 90                                                                                      | uit                                                                                     | 71                                                                                      | 70                                                                                      | 67                                                                                      | 64                                                                                      | 63                                                                                      | 63                                                                                      | 69                                                                                      | 69                                                                                      | 80                                                                                      | 51                                                                                      | 40                                                                                      | 41                                                                                      | 45                                                                                      | 57                                                                                      | 64                                                                                      | 58                                                                                      | 54                                                                                      | 56                                                                                      | 68                                                                                      | 76                                                                                      | 66                                                                                      | 79                                                                                      | uit                                                                                     |

### VlaamseUltratop 50
| Hitnotering: 28-10-2017 t/m 12-05-2018 | Hitnotering: 28-10-2017 t/m 12-05-2018 | Hitnotering: 28-10-2017 t/m 12-05-2018 | Hitnotering: 28-10-2017 t/m 12-05-2018 | Hitnotering: 28-10-2017 t/m 12-05-2018 | Hitnotering: 28-10-2017 t/m 12-05-2018 | Hitnotering: 28-10-2017 t/m 12-05-2018 | Hitnotering: 28-10-2017 t/m 12-05-2018 | Hitnotering: 28-10-2017 t/m 12-05-2018 | Hitnotering: 28-10-2017 t/m 12-05-2018 | Hitnotering: 28-10-2017 t/m 12-05-2018 | Hitnotering: 28-10-2017 t/m 12-05-2018 | Hitnotering: 28-10-2017 t/m 12-05-2018 | Hitnotering: 28-10-2017 t/m 12-05-2018 | Hitnotering: 28-10-2017 t/m 12-05-2018 | Hitnotering: 28-10-2017 t/m 12-05-2018 |
| Week:                                  | 1                                      | 2                                      | 3                                      | 4                                      | 5                                      | 6                                      | 7                                      | 8                                      | 9                                      | 10                                     | 11                                     | 12                                     | 13                                     | 14                                     | 15                                     |
| -------------------------------------- | -------------------------------------- | -------------------------------------- | -------------------------------------- | -------------------------------------- | -------------------------------------- | -------------------------------------- | -------------------------------------- | -------------------------------------- | -------------------------------------- | -------------------------------------- | -------------------------------------- | -------------------------------------- | -------------------------------------- | -------------------------------------- | -------------------------------------- |
| Positie:                               | 27                                     | 31                                     | 34                                     | 39                                     | 24                                     | 22                                     | 16                                     | 16                                     | 16                                     | 14                                     | 13                                     | 12                                     | 9                                      | 11                                     | 14                                     |
| Week:                                  | 16                                     | 17                                     | 18                                     | 19                                     | 20                                     | 21                                     | 22                                     | 23                                     | 24                                     | 25                                     | 26                                     | 27                                     | 28                                     | 29                                     |                                        |
| Positie:                               | 13                                     | 13                                     | 11                                     | 16                                     | 22                                     | 28                                     | 32                                     | 33                                     | 37                                     | 39                                     | 39                                     | 45                                     | 39                                     | 40                                     | uit                                    |

### NPO Radio 2 Top 2000
| Nummer met noteringen in de NPO Radio 2 Top 2000 | '17  | '18 | '19 | '20 | '21 | '22 | '23  | '24  |
| ------------------------------------------------ | ---- | --- | --- | --- | --- | --- | ---- | ---- |
| Whatever It Takes                                | 1979 | 360 | 644 | 919 | 928 | 860 | 1171 | 1075 |

1. ↑  Een vetgedrukt getal geeft de hoogste notering aan.
2. ↑  2017 was het eerste jaar met een notering voor dit nummer.